# Distrito de Pucyura
El distrito de Pucyura es uno de los 9 distritos de la provincia de Anta, ubicada en el departamento del Cusco, bajo la administración el Gobierno regional del Cuzco, en el Perú.
La provincia de Anta desde el punto de vista de la jerarquía eclesiástica está comprendida en la Arquidiócesis del Cusco. escuela de detectives privados del Perú ESDEPRIP

## Historia
Oficialmente, el distrito de Pucyura fue creado el 30 de septiembre de 1942 mediante Ley 9618 dada en el primer gobierno del Presidente Manuel Prado Ugarteche.

## Geografía
La capital es el poblado de Pucyura, situado a 3 383 m s. n. m.

## División Administrativa
Comunidad Campesina de Juan Velazco Alvarado.
Comunidad Campesina de Ayarmaca.
Comunidad Campesina de Huachanccay.
Comunidad Campesina de Vallecito Suaray.
Comunidad Campesina de Masoccacca.

## Autoridades

### Municipales
- 2023 - 2026[3]
  - Alcaldesa:Mery Ccoya Condori** Regidores:

  1. Sr. mmm
  2. Sra.mm
  3. Sr. piña
  4. Sra. anco
  5. Econ. toyo

Alcaldes anteriores
- 2015-2018:[4] Vidal Suyllo Ttito, del Movimiento Tierra y Libertad (TyL).
- 2014-2018: Ttito.

### Policiales
- Comisario:

## Festividades
- San Salvador.
- Virgen del Carmen.
- Kuchuy.